# Single numer jeden w roku 1992 (Japonia)
Notowanie Weekly Singles Chart (jap. 週間シングルチャート Shūkan Shinguru Chāto) przedstawia najlepiej sprzedające się single w Japonii. Publikowane jest ono przez magazyn Oricon Style, a dane kompletowane są przez Oricon w oparciu o cotygodniowe wyniki sprzedaży fizycznej singli. Poniżej znajdują się tabele prezentujące najpopularniejsze single w danych tygodniach w roku 1992.

## Oricon Weekly Singles Chart
| Data            | Utwór                                                                 | Wykonawca                          | Źródło |
| --------------- | --------------------------------------------------------------------- | ---------------------------------- | ------ |
| 6 stycznia      | wstrzymanie publikacji                                                | wstrzymanie publikacji             | [ 1 ]  |
| 13 stycznia     | „Sore ga daiji” (jap. それが大事)                                     | Daiji Man Brothers Band            | [ 1 ]  |
| 20 stycznia     | „Sore ga daiji” (jap. それが大事)                                     | Daiji Man Brothers Band            | [ 1 ]  |
| 27 stycznia     | „Sore ga daiji” (jap. それが大事)                                     | Daiji Man Brothers Band            | [ 1 ]  |
| 3 lutego        | „Garagara hebi ga yattekuru” (jap. ガラガラヘビがやってくる)          | Tunnels                            | [ 1 ]  |
| 10 lutego       | „Kanashimi wa yuki no yō ni” (jap. 悲しみは雪のように)                | Shōgo Hamada                       | [ 1 ]  |
| 17 lutego       | „Kanashimi wa yuki no yō ni” (jap. 悲しみは雪のように)                | Shōgo Hamada                       | [ 1 ]  |
| 24 lutego       | „Garagara hebi ga yattekuru”                                          | Tunnels                            | [ 1 ]  |
| 2 marca         | „Kanashimi wa yuki no yō ni” (jap. 悲しみは雪のように)                | Shōgo Hamada                       | [ 1 ]  |
| 9 marca         | „Kanashimi wa yuki no yō ni” (jap. 悲しみは雪のように)                | Shōgo Hamada                       | [ 1 ]  |
| 16 marca        | „Kanashimi wa yuki no yō ni” (jap. 悲しみは雪のように)                | Shōgo Hamada                       | [ 1 ]  |
| 23 marca        | „Kanashimi wa yuki no yō ni” (jap. 悲しみは雪のように)                | Shōgo Hamada                       | [ 1 ]  |
| 30 marca        | „Kanashimi wa yuki no yō ni” (jap. 悲しみは雪のように)                | Shōgo Hamada                       | [ 1 ]  |
| 6 kwietnia      | „Kanashimi wa yuki no yō ni” (jap. 悲しみは雪のように)                | Shōgo Hamada                       | [ 1 ]  |
| 13 kwietnia     | „Kanashimi wa yuki no yō ni” (jap. 悲しみは雪のように)                | Shōgo Hamada                       | [ 1 ]  |
| 20 kwietnia     | „Kanashimi wa yuki no yō ni” (jap. 悲しみは雪のように)                | Shōgo Hamada                       | [ 1 ]  |
| 27 kwietnia     | „Garagara hebi ga yattekuru” (jap. ガラガラヘビがやってくる)          | CHAGE&ASKA                         | [ 1 ]  |
| 4 maja          | „Koi o shiyō yo Yeah! Yeah!” (jap. 恋をしようよ Yeah! Yeah!)          | Lindberg                           | [ 1 ]  |
| 11 maja         | „Itsumademo kawaranu ai o” (jap. いつまでも変わらぬ愛を)              | Tetsurō Oda                        | [ 1 ]  |
| 18 maja         | „Kimi ga iru dake de/Aishiteru” (jap. 君がいるだけで/愛してる)        | Kome Kome Club                     | [ 1 ]  |
| 25 maja         | „Kimi ga iru dake de/Aishiteru” (jap. 君がいるだけで/愛してる)        | Kome Kome Club                     | [ 1 ]  |
| 1 czerwca       | „Kimi ga iru dake de/Aishiteru” (jap. 君がいるだけで/愛してる)        | Kome Kome Club                     | [ 1 ]  |
| 8 czerwca       | „BLOWIN’/TIME”                                                        | B’z                                | [ 1 ]  |
| 15 czerwca      | „BLOWIN’/TIME”                                                        | B’z                                | [ 1 ]  |
| 22 czerwca      | „Kimi ga iru dake de/Aishiteru”                                       | Kome Kome Club                     | [ 1 ]  |
| 29 czerwca      | „Kimi ga iru dake de/Aishiteru”                                       | Kome Kome Club                     | [ 1 ]  |
| 6 lipca         | „Kimi ga iru dake de/Aishiteru”                                       | Kome Kome Club                     | [ 1 ]  |
| 13 lipca        | „if”                                                                  | CHAGE&ASKA                         | [ 1 ]  |
| 20 lipca        | „if”                                                                  | CHAGE&ASKA                         | [ 1 ]  |
| 27 lipca        | „Namida no Kiss” (jap. 涙のキッス)                                    | Southern All Stars                 | [ 1 ]  |
| 3 sierpnia      | „Namida no Kiss” (jap. 涙のキッス)                                    | Southern All Stars                 | [ 1 ]  |
| 10 sierpnia     | „Namida no Kiss” (jap. 涙のキッス)                                    | Southern All Stars                 | [ 1 ]  |
| 17 sierpnia     | „Namida no Kiss” (jap. 涙のキッス)                                    | Southern All Stars                 | [ 1 ]  |
| 24 sierpnia     | „Namida no Kiss” (jap. 涙のキッス)                                    | Southern All Stars                 | [ 1 ]  |
| 31 sierpnia     | „Namida no Kiss” (jap. 涙のキッス)                                    | Southern All Stars                 | [ 1 ]  |
| 7 września      | „Namida no Kiss” (jap. 涙のキッス)                                    | Southern All Stars                 | [ 1 ]  |
| 14 września     | „Ichiban erai hito e” (jap. 一番偉い人へ)                             | Tunnels                            | [ 1 ]  |
| 21 września     | „Ichiban erai hito e” (jap. 一番偉い人へ)                             | Tunnels                            | [ 1 ]  |
| 28 września     | „Kessen wa kin'yōbi/Taiyō ga miteru” (jap. 決戦は金曜日/太陽が見てる) | Dreams Come True                   | [ 1 ]  |
| 5 października  | „Kessen wa kin'yōbi/Taiyō ga miteru” (jap. 決戦は金曜日/太陽が見てる) | Dreams Come True                   | [ 1 ]  |
| 12 października | „Kessen wa kin'yōbi/Taiyō ga miteru” (jap. 決戦は金曜日/太陽が見てる) | Dreams Come True                   | [ 1 ]  |
| 19 października | „ZERO”                                                                | B’z                                | [ 1 ]  |
| 26 października | „ZERO”                                                                | B’z                                | [ 1 ]  |
| 2 listopada     | „Haretara ii ne” (jap. 晴れたらいいね)                                | Dreams Come True                   | [ 1 ]  |
| 9 listopada     | „Junrenka '92” (jap. 巡恋歌'92)                                       | Tsuyoshi Nagabuchi                 | [ 1 ]  |
| 16 listopada    | „Christmas Carol no koro niwa” (jap. クリスマスキャロルの頃には)      | Jun'ichi Inagaki                   | [ 1 ]  |
| 23 listopada    | „Ai no WAVE” (jap. 愛のWAVE)                                          | Curl Smokey Ishii i Yumi Matsutōya | [ 1 ]  |
| 30 listopada    | „Christmas Carol no koro niwa”                                        | Jun'ichi Inagaki                   | [ 1 ]  |
| 7 grudnia       | „Christmas Carol no koro niwa”                                        | Jun'ichi Inagaki                   | [ 1 ]  |
| 14 grudnia      | „Christmas Carol no koro niwa”                                        | Jun'ichi Inagaki                   | [ 1 ]  |
| 21 grudnia      | „KISS ME”                                                             | Kyōsuke Himuro                     | [ 1 ]  |
| 28 grudnia      | „Sekaijū no dare yori kitto” (jap. 世界中の誰よりきっと)              | Miho Nakayama & Wands              | [ 1 ]  |